# Peter Hoffmann (Politiker, 1770)
Peter Hoffmann (* 9. März 1770 in Rheinzabern; † 26. Dezember 1842 in Blieskastel) war ein bayerischer  Politiker und Gutsbesitzer.
Hoffmann gehörte der Bayerischen Abgeordnetenkammer von 1819 bis 1831 sowie von 1839 bis 1842 an. Er wurde jeweils von der V. Klasse des Rheinkreises bzw. der Pfalz gewählt. Am 29. November 1842 wurde seiner Entlassung aus der Kammer stattgegeben und Georg Joseph Schönlaub rückte für ihn nach. Daneben war er Gutsbesitzer und Bürgermeister in Blieskastel.